# Fassale
Fassale är en kommun i departementet Bassikounou i regionen Hodh Ech Chargui i Mauretanien. Kommunen hade 65 927 invånare år 2013.